# Danh sách doanh nghiệp công nghệ thông tin tại Việt Nam
Danh sách một số công ty, doanh nghiệp công nghệ thông tin tại Việt Nam:
1. Tập đoàn Bưu chính Viễn thông Việt Nam
2. Tập đoàn Viễn thông Quân đội (Viettel)
3. Công ty thông tin di động (VMS, MobiPhone)
4. Tổng công ty truyền thông đa phương tiện - VTC
5. Công ty cổ phần FPT
6. Trung tâm Công nghệ thông tin (EVN)
7. Tổng Công ty Bưu chính Việt Nam
8. Công ty Viễn thông Hà Nội
9. Công ty Cổ phần Công nghệ Tinh Vân
10. Tập đoàn Công nghệ CMC
11. Công ty TNHH máy tính NÉT
12. Trung tâm Internet Việt Nam